# Isaster
Isaster is een geslacht van uitgestorven zee-egels uit de familie Micrasteridae.

## Soorten
- Isaster toulai (Boehm, 1927) † Paleoceen, Turkije.
- Isaster aquitanicus Desor, 1858 † Maastrichtien en Paleoceen, Spanje, Oekraïne en Kazachstan.